# Alexis Rodriguez
Alexis Rodriguez (Sterling, 11 marzo 2003) è una pallavolista statunitense, libero della LOVB Omaha.

## Carriera

### Club
Muove i primi passi nella pallavolo partecipando ai tornei scolastici dell'Illinois con la Sterling HS. Dopo il diploma approda nella formazione universitaria della Nebraska, partecipando alla NCAA Division I dal 2021 al 2024: raggiunge tre volte la Final four del torneo, disputando due finali, e ottiene diversi riconoscimenti individuali, tra i quali quello di National Freshman of the Year e quattro certificazioni All-America.
Debutta come professionista nella League One Volleyball 2025, dove indossa la casacca della LOVB Omaha, venendo inserita nella prima squadra delle icone del torneo.

### Nazionale
Fa parte della nazionale statunitense under 18 che si aggiudica l'oro prima al campionato mondiale 2019; dopo aver partecipato al campionato mondiale 2021 con l'under 20, gioca anche per l'under 21 e vince la medaglia d'oro alla Coppa panamericana 2022.
Nel 2024 debutta in nazionale maggiore in occasione della NORCECA Final Six, dove vince la medaglia d'argento. 

## Palmarès

### Nazionale (competizioni minori)
- Campionato mondiale under 18 2019
- Coppa panamericana under 21 2022
- NORCECA Final Six 2024

### Premi individuali
- 2021 - National Freshman of the Year
- 2021 - All-America First Team
- 2022 - All-America Second Team
- 2023 - All-America First Team
- 2023 - NCAA Division I: Lincoln Regional All-Tournament Team
- 2024 - All-America First Team
- 2024 - NCAA Division I: Lincoln Regional All-Tournament Team
- 2025 - League One Volleyball: LOVB Icons First Team